# رزی پرز
رزی پرز (انگلیسی: Rosie Perez؛ زاده ۶ سپتامبر ۱۹۶۴) یک هنرپیشه اهل ایالات متحده آمریکا است. وی از سال ۱۹۸۹ میلادی تاکنون مشغول فعالیت بوده‌است.

## بخشی از فیلمشناسی
از فیلم‌ها یا برنامه‌های تلویزیونی که وی در آنها نقش داشته‌است می‌توان به آثار زیر اشاره کرد.
- کار درست را بکن (۱۹۸۹)
- شب روی زمین (۱۹۹۱)
- مردان سفید نمی‌توانند بپرند (۱۹۹۲)
- بی‌باک (۱۹۹۳)
- قلب رام‌نشده (۱۹۹۳)
- ممکن است برای تو اتفاق بیفتد (۱۹۹۴)
- کسی برای دوست داشتن (فیلم ۱۹۹۴) (۱۹۹۴)
- زن ۲۴ ساعته (۱۹۹۹)
- به سوی الدورادو (۲۰۰۰)
- پادشاه جنگل (۲۰۰۰)
- ذات آدمی (۲۰۰۱)
- ماشین‌سواری با پسرها (۲۰۰۱)
- خانه (فیلم ۲۰۰۶) (۲۰۰۶)
- پاین‌اپل اکسپرس (۲۰۰۸)
- اون‌یکی‌ها (۲۰۱۰)
- عقب‌نشینی نمی‌کنم (۲۰۱۲)
- مشاور (فیلم) (۲۰۱۳)
- رفتار بد خدایان (۲۰۱۳)
- قهرمان شهر رنگی (۲۰۱۴)
- پورتوریکویی‌ها در پاریس (۲۰۱۵)
- آوازخوان حرفه‌ای ۲ (۲۰۱۵)
- مرده‌ها نمی‌میرند (۲۰۱۹)
- پرندگان شکاری (۲۰۲۰)
- آخرین چیزی که او می‌خواست (۲۰۲۰)
- کلیفورد سگ بزرگ قرمز (۲۰۲۱)
- خیابان جامپ شماره ۲۱ (۱۹۹۰)
- رنگ‌های زنده (۱۹۹۱)
- فریژر (۱۹۹۵–۲۰۰۴)
- کلیولند شو (۲۰۱۱–۲۰۱۲)
- چشم‌انداز (تاک شو) (۲۰۱۴–۲۰۱۵)
- ترقی (مجموعه تلویزیونی) (۲۰۱۸)
- خدمه پرواز (مجموعه تلویزیونی) (۲۰۲۰)